# Cuerpo de camellos de Estados Unidos
El Cuerpo de Camellos de los Estados Unidos fue un experimento de mediados del siglo XIX realizado por el Ejército de los Estados Unidos en el uso de camellos como animales de carga en el suroeste de los Estados Unidos. Aunque los camellos demostraron ser resistentes y aptos para viajar por la región, el Ejército se negó a adoptarlos para uso militar. La Guerra de Secesión interfirió con el experimento, que finalmente se abandonó; los animales fueron vendidos en una subasta.

## Origen
En 1836, el Mayor George H. Crosman, Ejército de los Estados Unidos, quien estaba convencido por sus experiencias en las Guerras Indias en Florida de que los camellos serían útiles como bestias de carga, animó al Departamento de Guerra a usar camellos para el transporte. En 1848 o antes, el comandante Henry C. Wayne realizó un estudio más detallado y recomendó la importación de camellos al Departamento de Guerra. Las opiniones de Wayne coincidieron con las del entonces senador Jefferson Davis de Misisipi.: 391–392 Davis no tuvo éxito hasta que fue nombrado Secretario de Guerra en 1853 por el presidente Franklin Pierce. Cuando se requirió que las fuerzas estadounidenses operaran en regiones áridas y desérticas, el presidente y el Congreso comenzaron a tomarse la idea en serio. Davis descubrió que el Ejército necesitaba mejorar el transporte en el suroeste de los EE. UU., que él y la mayoría de los observadores consideraban un gran desierto. En su informe anual de 1854, Davis escribió: "Nuevamente invito la atención a las ventajas que se anticipan del uso de camellos y dromedarios con fines militares y de otro tipo..." El 3 de marzo de 1855, el Congreso de los Estados Unidos asignó $30,000 dólares ($981000 dólares actuales) para el proyecto.
En años posteriores, Edward Fitzgerald Beale le dijo a su hijo, Truxtun, que la idea de usar camellos se le ocurrió cuando exploraba el Valle de la Muerte con Kit Carson. Jefferson Davis, entonces Secretario de Guerra, simpatizaba con Beale, y Beale convenció a su amigo y pariente, el teniente David Dixon Porter, de que solicitara el mando de la expedición para adquirir los camellos. La historia no está respaldada por los diarios o documentos de Beale.

## Adquisición

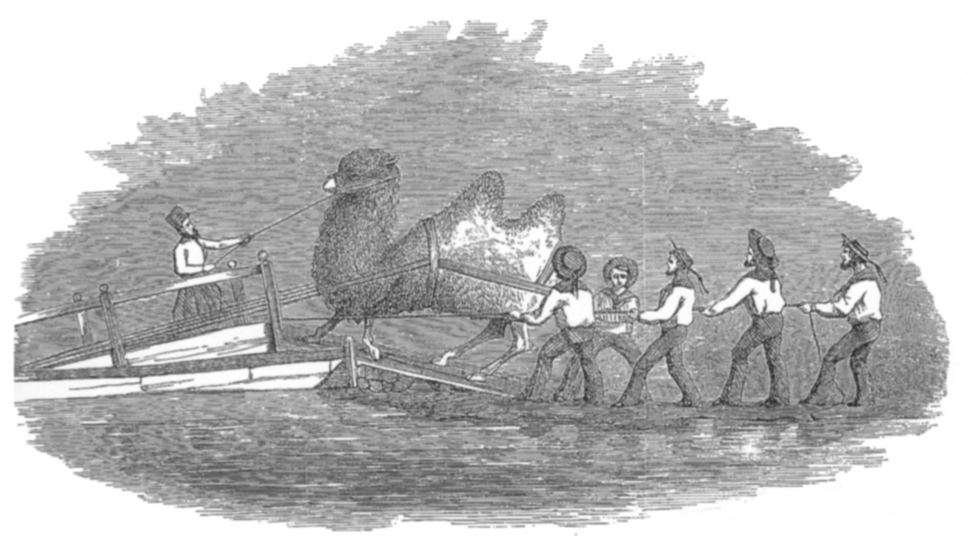
Dibujo de cargar un camello

El mayor Wayne fue asignado para conseguir los camellos. El 4 de junio de 1855, Wayne partió de la ciudad de Nueva York a bordo del USS Supply, bajo el mando del entonces teniente David Dixon Porter. Después de llegar al Mar Mediterráneo, Wayne y Porter comenzaron a conseguir camellos. Las paradas incluyeron Goletta (Túnez), Malta, Grecia, Turquía y Egipto. Adquirieron 33 animales (19 hembras y 14 machos), incluidos dos bactrianos, 29 dromedarios, una cría de dromedario y un booghdee (un cruce entre un macho bactriano y una hembra de dromedario). Los dos oficiales también adquirieron sillas de montar y fundas de mochila, estando seguros de que no se podían comprar sillas de montar adecuadas en los Estados Unidos.: 397 Wayne y Porter contrataron a cinco camelleros, algunos árabes y otros turcos, y el 15 de febrero de 1856, el USS Supply zarpó hacia Texas. Porter estableció reglas estrictas para el cuidado, abrevadero y alimentación de los animales a su cargo; no se realizaron experimentos sobre cuánto tiempo podría sobrevivir un camello sin agua.: 398–399 Durante la travesía murió un camello macho, pero nacieron dos crías que sobrevivieron al viaje. El 14 de mayo de 1856, 34 camellos (una ganancia neta de uno) fueron descargados de manera segura en Indianola, Texas.: 401 Todos los animales sobrevivientes gozaban de mejor salud que cuando el barco zarpó hacia los Estados Unidos. Por orden de Davis, Porter navegó nuevamente hacia Egipto para adquirir más camellos. Mientras Porter estaba en el segundo viaje, Wayne condujo los camellos del primer viaje a Camp Verde, Texas a través de San Antonio. El 10 de febrero de 1857, el USS Supply regresó con una manada de 41 camellos. Durante la segunda expedición, Porter contrató a "nueve hombres y un niño", incluido el súbdito otomano Hi Jolly.: 403 : 28 Mientras Porter estaba en su segunda misión, murieron cinco camellos de la primera manada. Los animales recién adquiridos se unieron a la primera manada en Camp Verde, que había sido designada oficialmente como la estación de camellos. El ejército tenía 70 camellos.

## Uso en el suroeste
Wayne intentó un programa de crianza para los camellos, pero sus planes fueron dejados de lado cuando el secretario Davis escribió que los animales serían examinados para determinar si podían usarse para lograr un objetivo militar.: 401–402 : 30 
En 1857, James Buchanan se convirtió en presidente; John B. Floyd sucedió a Davis como Secretario de Guerra; y Wayne, quien fue reasignado a funciones con el Intendente General en Washington D. C., fue reemplazado por el Capitán Innis N. Palmer.: 36 También en 1857, en respuesta a una petición ciudadana para establecer un camino que conectara el este y el oeste, el Congreso autorizó un contrato para inspeccionar un camino para carretas a lo largo del paralelo 35 desde Fort Defiance, territorio de Nuevo México, hasta el río Colorado en lo que ahora es el Frontera entre Arizona y California. El exteniente de la Armada Edward Fitzgerald Beale ganó el contrato y luego se enteró de que el secretario Floyd le exigió que llevara 25 camellos con él. La primera parte del viaje requería viajar desde Camp Verde a través de San Antonio, Fort Davis y El Paso, cruzar la frontera del territorio de Texas y Nuevo México y pasar por Albuquerque para llegar a Fort Defiance. La expedición partió de San Antonio el 25 de junio de 1857 y 25 camellos de carga acompañaron una caravana de carretas tiradas por mulas. Cada camello llevaba una carga de 600 libras. Beale escribió muy favorablemente sobre la resistencia y la capacidad de carga de los camellos. Entre sus comentarios estaba que preferiría tener un camello que cuatro mulas. Los comentarios de Beale llevaron a Floyd a informar al Congreso que los camellos habían demostrado ser exitosos como medio de transporte y recomendar que el Congreso autorice la compra de 1000 animales adicionales. El Congreso no actuó. 
Beale y su grupo llegaron al río Colorado el 26 de octubre de 1857. Después de cruzar a California, Beale usó los camellos para varios propósitos en su rancho cerca de Bakersfield. Beale se ofreció a mantener los camellos del ejército en su propiedad, pero el secretario de Guerra de la Unión, Edwin Stanton, rechazó la oferta.: 405 
El 25 de marzo de 1859, el secretario Floyd dirigió el reconocimiento del área entre el río Pecos y el río Grande utilizando los camellos que aún estaban disponibles en Texas. El teniente William E. Echols de los ingenieros topográficos del ejército fue asignado para realizar el reconocimiento. El teniente Edward L. Hartz comandaba la escolta. El tren incluía 24 camellos y 24 mulas. Se puso en marcha en mayo de 1859. La expedición llegó a Camp Hudson el 18 de mayo. El grupo permaneció en Camp Hudson durante cinco días y luego partió hacia Fort Stockton, Texas, donde llegó el 12 de junio. El 15 de junio, la expedición partió hacia la desembocadura de Independence Creek para probar la capacidad de los camellos para sobrevivir sin agua. La distancia recorrida fue de unos 136,79 kilómetros a 6 kilómetros por hora. Los camellos no mostraron ningún deseo de agua durante el viaje, pero fueron abrevados a su llegada. Luego, el grupo emprendió un viaje de cuatro días de 183,4 kilómetros a Fort Davis, cerca del Río Grande. Durante este segmento del viaje, uno de los camellos fue mordido en la pierna por una serpiente de cascabel; la herida fue tratada y el animal no sufrió efectos nocivos. Al llegar a Fort Davis, los caballos y las mulas estaban angustiados, pero los camellos no. Después de un descanso de tres días, la expedición regresó directamente a Fort Stockton. Hartz escribió que "la superioridad del camello con fines militares en las secciones del país con mala agua parece estar bien establecida".
Otro reconocimiento comenzó el 11 de julio de 1859, desde Fort Stockton hasta San Vicente, Texas, y llegó el 18 de julio. La expedición viajó aproximadamente 24 millas por día durante siete días sobre un terreno extremadamente accidentado. Después de acampar una noche en San Vicente, el grupo regresó a Fort Stockton y llegó el 28 de julio.
Robert E. Lee había visto los camellos por primera vez en 1857. El 31 de mayo de 1860, Lee, que todavía era un oficial del Ejército de los EE. UU. y comandante temporal del Departamento de Texas, ordenó a Echols que realizara otro reconocimiento entre Camp Hudson y Fort Davis. Parte de la misión de Echols era localizar un sitio para un campamento cerca de los comanches. El tren constaba de 20 camellos, de los cuales solo uno era macho, y 25 mulas. El 24 de junio, la expedición, a la que se unió una escolta de infantería comandada por el teniente JH Holman, marchó desde Camp Hudson hacia el río Pecos. Los camellos nuevamente se desempeñaron mejor que las mulas. Mientras la marcha continuaba a través de un terreno extremadamente seco, Echols temió por la vida de sus hombres y los animales. El quinto día, el grupo llegó a San Francisco Creek, un afluente del Río Grande, casi sin agua. Tres mulos murieron en este tramo del viaje, pero todos los camellos sobrevivieron. Después de descansar durante un día en un abrevadero, Echols dirigió su comando a Fort Davis. Echols decidió que había que dejar un hombre y nueve mulas en Davis porque no podían continuar. El 17 de julio, la expedición llegó a Presidio del Norte cerca del Río Grande. Echols encontró lo que creía que era un lugar adecuado para un campamento. La expedición regresó a través de Fort Stockton a Camp Hudson y llegó a principios de agosto. El destacamento fue enviado a su puesto de origen y los camellos fueron devueltos a Camp Verde. Lee escribió al ayudante general Samuel Cooper "... de camellos cuya resistencia, docilidad y sagacidad no dejarán de atraer la atención del Secretario de Guerra, y sin cuyos confiables servicios el reconocimiento hubiera fallado". El reconocimiento ordenado por Lee fue el último uso de largo alcance de los camellos antes del estallido de la Guerra Civil.
Sus camellos árabes comían fácilmente arbustos de creosota, que pocos otros organismos comen. Se piensa que este encuentro restableció una relación biológica que se rompió cuando los ancestros americanos del camello árabe, como Camelops, se extinguieron, haciendo un anacronismo evolutivo.

## Secuelas
A principios de la Guerra Civil, se intentó usar camellos para transportar correo entre Fort Mohave, Territorio de Nuevo México, en el río Colorado y New San Pedro, California, pero el intento fracasó después de que los comandantes de ambos puestos se opusieran. Más adelante en la guerra, el ejército ya no tuvo interés en los animales y se vendieron en una subasta en 1864. Según los informes, el último de los animales de California fue visto en Arizona en 1891.
En la primavera de 1861, Camp Verde cayó en manos de los confederados hasta que fue recapturado en 1865. El comandante confederado emitió un recibo a los Estados Unidos por 12 mulas, 80 camellos y dos camelleros egipcios. Hubo informes de que los animales se utilizaron para transportar equipaje, pero no hubo evidencia de que fueran asignados a unidades confederadas. Cuando las tropas de la Unión volvieron a ocupar Camp Verde, se estimó que había más de 100 camellos en el campamento, pero es posible que haya otros vagando por el campo. En 1866, el Gobierno pudo reunir 66 camellos, que vendió al abogado Bethel Coopwood. El experimento con camellos del ejército de los EE. UU. estaba completo. El último año que se vio un camello en las inmediaciones de Camp Verde fue en 1875; se desconoce el destino del animal.
Una de las razones por las que fracasó el experimento del camello fue que fue apoyado por Jefferson Davis, quien dejó los Estados Unidos para convertirse en presidente de los Estados Confederados de América. El ejército de los EE. UU. era una organización de caballos y mulas cuyos soldados no tenían las habilidades para controlar un activo extranjero.
Uno de los animales machos en Fort Tejon fue asesinado por otro macho durante la temporada de celo. El teniente Sylvester Mowry envió los huesos del animal muerto a la Institución Smithsonian, donde se exhibieron.
Se cree que un camello liberado o un descendiente de uno inspiró la leyenda de la frontera de Arizona del Fantasma Rojo: un gran camello rojo con una calavera blanqueada en su espalda.
Uno de los pocos camelleros cuyo nombre sobrevive fue Hi Jolly. Vivió toda su vida en los Estados Unidos. Después de su muerte en 1902, fue enterrado en Quartzsite, Arizona. Su tumba está marcada por un monumento en forma de pirámide rematado con un perfil de metal de un camello.

## En la cultura popular
- La serie de antología de televisión de larga duración Death Valley Days contó la historia del camello en un episodio de 1957 titulado "Camel Train".[10]
- En 1957, el episodio "The Great Mojave Chase" del programa de televisión "Have Gun Will Travel" presenta al héroe Paladín participando en una larga competencia de carrera similar a una maratón a través del desierto mientras monta un camello sobrante del Camel Corps en lugar de un caballo. En el camino, se toma el tiempo para ayudar a la gente del pueblo que sufre bajo la influencia de un hombre que controla el agua. El episodio fue escrito por Gene Roddenberry.[11]
- En la primera temporada de la serie Maverick, Brett Maverick (James Garner) gana una "montadura árabe de pura sangre, ¡Importada!" que resulta ser un camello que impulsa la historia en el episodio "Reliquia de Fort Tejon" (1957).[12]